# Zdzisław Chlewiński
Zdzisław Chlewiński (ur. 27 lutego 1929 w Waldkowie k. Święcian na Wileńszczyźnie, zm. 24 czerwca 2021 w Gościkowie) – rzymskokatolicki kapłan diecezji zielonogórsko-gorzowskiej, profesor dr hab. nauk humanistycznych, pedagog i psycholog o specjalności procesy poznawcze i psychologia eksperymentalna.

## Życiorys
Rozpoczął naukę w 1935 r. w szkole ćwiczeń przy średniej szkole dla nauczycieli w Święcianach. W czasie II wojny światowej mieszkał wraz z rodziną (rodzicami i starszym bratem) w swoim mieście rodzinnym. W czasie okupacji niemieckiej od lipca 1941 r. administracja litewska zlikwidowała polskie szkoły, dlatego z braku szkoły polskiej uczęszczał do szkoły litewskiej. W 1946 r. rodzina Chlewińskiego przyjechała na tzw. Ziemie Odzyskane. Początkowo zatrzymali się w Drawnie, a następnie przeprowadzili się do Stargardu Szczecińskiego. Od 1946 roku uczył się w państwowym liceum dla dorosłych w Gorzowie Wielkopolskim. W latach 1949–1954 odbył studia w Seminarium Duchownym w Gorzowie Wielkopolskim i 29 czerwca 1954 przyjął święcenia kapłańskie z rąk bpa Herberta Bednorza. W 1957 roku podjął studia w ramach specjalizacji filozoficzno-psychologicznej na Wydziale Filozofii Katolickiego Uniwersytetu Lubelskiego. W 1961 roku obronił pracę magisterską, poświęconą założeniom pawłowowskiej koncepcji życia psychicznego.
Od października 1961 rozpoczął pracę na KUL w charakterze asystenta, a pierwsze zajęcia prowadził ze studentami z zakresu metod statystycznych, a później także z podstaw z psychometrii. W 1963 roku na macierzystym uniwersytecie obronił pracę doktorską, dotyczącą wartości i cech osobowości. Po doktoracie rozpoczął pracę w Katedrze Psychologii Eksperymentalnej. W 1972 roku habilitował się i jako docent objął kierownictwo tejże Katedry oraz specjalizacji filozoficzno-psychologicznej KUL. W tym samym roku papież Paweł VI przyznał mu tytuł kapelana Jego Świątobliwości. W 1980 roku został Dziekanem Wydziału Filozofii KUL, a w 1981 Wydziału Nauk Społecznych. W 1988 roku otrzymał tytuł naukowy profesora i stanowisko profesora nadzwyczajnego w Katedrze Psychologii Eksperymentalnej KUL, a w 1992 stanowisko profesora zwyczajnego w Katedrze Psychologii Eksperymentalnej, a do 2002 roku był szefem tej Katedry. 
Promotor wielu prac doktorskich, recenzent prac doktorskich i habilitacyjnych oraz kierownik prac naukowo-badawczych. Członek Polskiej Akademii Nauk (Wydział I Nauk Humanistycznych i Społecznych; Komitet Psychologii). Był autorem książek, artykułów naukowych i popularnonaukowych.
W ostatnim okresie życia mieszkał w Wyższym Seminarium Duchownym w Paradyżu.

## Dorobek naukowy
Działalność naukowa Zdzisława Chlewińskiego koncentrowała się głównie na psychologii procesów poznawczych a przede wszystkim na zagadnieniach kształtowania umiejętności poznawczych, funkcjonowaniu wiedzy deklaratywnej, psychologii myślenia. Ponadto zajmował się twórczym rozwiązywaniem problemów, funkcji analogii we wnioskowaniu oraz interdyscyplinarnym podejściu do badań umysłu. Ważną częścią problematyki było również badanie pogranicza psychologii i filozofii życia. 
Był autorem i współautorem książek: Psychology of Learning in Poland (1986), Information Processing in Paranoid Schizophrenics (1986), Eksplikacja procesów psychicznych w Jerzego Konorskiego teorii integracyjnej działalności mózgu (1986), Postawy a cechy osobowości (1987), Kształtowanie się umiejętności poznawczych. Identyfikacja pojęć (1991), Dojrzałość: osobowość, sumienie, religijność (1991), Urojeniowa wizja świata, Wnioskowanie przez analogię w procesach kategoryzacji (1995), Psychologia pamięci (1997), Search for Maturity. Personality, Conscience, Religion (1998), Umysł: dynamiczna organizacja pojęć: analiza psychologiczna (1999), Psychologia w perspektywie XXI wieku (2004), Psychologia poznawcza w trzech dekadach XX wieku (2007), Groza i prześladowanie Polaków i Żydów na Wileńszczyźnie: wspomnienia i refleksje z czasów dwóch okupacji (2009).